# Gălăb Donev
Gălăb Spasov Donev (in bulgaro Гълъб Спасов Донев?; Sofia, 28 febbraio 1967) è un politico bulgaro, Primo ministro della Bulgaria dal 2 agosto 2022 al 6 giugno 2023.

## Biografia
È stato Ministro del Lavoro e delle Politiche Sociali sotto i governi Gerdžikov, Janev I e Janev II.
Il 2 agosto 2022 è stato nominato Primo ministro della Bulgaria dal presidente Rumen Radev, in seguito alla crisi politica che ha portato alle dimissioni del suo predecessore, Kiril Petkov, e alla formazione del suo primo governo.
In politica estera, ha assunto posizioni nettamente contrastanti con quelle di Kiril Petkov, cha aveva portato avanti politiche europeiste e filo atlantiste. Ha cercato di riavvicinare la Bulgaria alla Federazione Russa, nonostante le sanzioni inflitte dai Paesi occidentali ai russi come conseguenza dell'annessione della Crimea e l'invasione russa dell'Ucraina.
Il suo governo ha rinunciato alle forniture di gas naturale liquefatto concordate dal Governo Petkov con gli Stati Uniti ed ha ostacolato per mesi l'apertura dell'interconnettore Grecia-Bulgaria, benché da tempo fosse pronto ad entrare in funzione ed importare gas naturale attraverso il Corridoio meridionale del gas, promosso dalle politiche energetiche dell'Unione europea. Ha spinto per la riapertura di negoziati con Gazprom, per tornare a ricevere forniture di gas russo, sospese dalla Russia come ritorsione per il rifiuto a pagare il prezzo in rubli.